# Макс Фактор
Макс Фа́ктор (англ. Max Factor, настоящее имя — Максимилиан Абрамович Факторович (пол. Maksymilian Faktorowicz); 15 сентября 1872, Здуньска-Воля, Царство Польское, Российская империя — 30 августа 1938, Беверли-Хиллз, Калифорния, США) — американский бизнесмен, выходец из Российской империи. Основатель компании «Max Factor».

## Биография
Польский еврей, сын рабочего из Лодзи, он в семь лет продавал конфеты в театре, в восемь прислуживал аптекарю, в девять стал подмастерьем изготовителя париков, в тринадцать — учеником знаменитого берлинского парикмахера. В возрасте 14 лет он перебрался в Москву и поступил на службу в Большой театр в качестве помощника гримёра. Навыки, приобретённые в театре, очень помогли Фактору в будущем.
Затем ему пришлось пройти обязательную военную службу в русской армии. После демобилизации Факторович открывает в 1895 году в Рязани свой собственный магазин, где продаёт румяна, кремы, парфюмерию и парики — в основном, всё собственного изготовления. Дом, в котором был его первый магазин, сохранился — он находится в городе Рязани, на Соборной улице, д. 48.

Однажды в Рязани остановилась театральная труппа, и через несколько недель продукцию польского еврея уже знали при дворе.
«Всё моё время занимало индивидуальное консультирование, я показывал им, как подчеркнуть достоинства и скрыть недостатки их лиц».
Позднее он переехал в Санкт-Петербург, где стал работать в Оперном театре, занимаясь костюмами и гримом. Загримированные Максом Фактором актёры играли перед Николаем II, и вскоре имя талантливого гримёра стало широко известно среди знати. Несколько лет он работал специалистом по косметике при дворе русского царя и в императорских театрах.
В 1904 году эмигрировал вместе с семьёй в США. Основал компанию «Max Factor». В 1914 году Фактор делает по-настоящему революционное открытие в области косметологии – он придумал уникальное тонирующее средство кремовой консистенции. Крем от Макса Фактора наносился на кожу тонким слоем и не высыхал, в отличие от грима, которым пользовались актёры раньше. Тональное средство Фактора имело 12 оттенков.
Его называют[кто?] «отцом современной косметики». После смерти Макса Фактора в 1938 году его дело продолжил сын Фрэнк, который поменял имя и стал называться Макс Фактор-младший.

#### Смерть
В 1938 году Макс Фактор путешествовал по Европе по делам со своим сыном Дэвисом, когда во время остановки в Париже он получил записку с требованием денег в обмен на его жизнь. Полиция предприняла попытку поймать вымогателя с помощью приманки, но никто не появился в условленном месте высадки, чтобы забрать деньги. Фактор был настолько потрясен угрозой, что по указанию местного врача вернулся в Америку, где по прибытии слег в постель. Макс Фактор умер 30 августа 1938 года возрасте 65 лет в Беверли-Хиллз. штат Калифорния. Первоначально он был похоронен в мавзолее Бет Олем на кладбище Hollywood Forever в Лос-Анджелесе. Его останки были перенесены много лет спустя на кладбище Хиллсайд Мемориал Парк в Калвер-Сити, Калифорния.

## Семья
У Макса Фактора было шестеро детей:
- Фреда Шор (22 января 1898 – 18 июня 1988)[9]
- Сесилия Файрстайн (17 октября 1899 – 28 мая 1984)
- Дэвис Фактор (2 февраля 1902 – 31 августа 1991)
- Фрэнсис "Фрэнк" Фактор (позже известный как Макс Фактор-младший; 18 августа 1904 – 7 июня 1996)
- Луи Фактор (29 августа 1907 – декабрь 1975)
- Сидни Б. Фактор (14 февраля 1916 – 15 декабря 2005)[10]

В 2003 году Эндрю Ластер (родился 15 декабря 1963 года), один из правнуков Макса Фактора, был признан виновным в многочисленных сексуальных домогательствах, связанных с использованием GHB для приведения своих жертв в бессознательное состояние.
Сводный брат Макса Фактора Джон (8 октября 1892 – 22 января 1984) был гангстером и мошенником эпохи сухого закона, связанным с Чикагской бандой.

## Память
- В честь Макса Фактора заложена звезда на голливудской «Аллее славы».
- Музей Голливуда открыт в здании Макса Фактора, где визажист работал. Сегодня здесь ему посвящена отдельная экспозиция[6].
- Исторический салон «Аромат времени» в Рязани, рассказывающий о жизни и карьере Макса Фактора, был открыт в декабре 2019 года в Торговых рядах на ул. Кольцова недалеко от дома, где была первая парикмахерская Фактора.[12]